# Нимча
Нимча је арапска сабља, распрострањена широм арапског света. Развијена је у Арабији као оружје за напад и одбрану. Има лако, криво, једнорезно сечиво, које се сужава од дршке (балчака) ка врху и завршава са шиљком.